# Mozambique
 For alternative betydninger, se Mozambique (flertydig). (Se også artikler, som begynder med Mozambique)
 Der er for få eller ingen kildehenvisninger i denne artikel, hvilket er et problem. Du kan hjælpe ved at angive troværdige kilder til de påstande, som fremføres i artiklen.

Mozambique eller Mocambique (officielt Republikken Mozambique; Republikken Mocambique; portugisisk: Moçambique eller República de Moçambique) er et land i det sydøstlige Afrika omkranset af Det Indiske Ocean mod øst, Tanzania mod nord, Malawi og Zambia mod nordvest, Zimbabwe mod vest og Swaziland og Sydafrika mod sydvest. Det er adskilt fra Madagaskar af Mozambique-kanalen mod øst. Hovedstaden og den største by er Maputo (tidligere kaldet Lourenço Marques før uafhængigheden).
Vasco da Gama udforskede som den første europæer Mozambiques kyststrækninger i 1498 og fra starten af 1500-tallet oprettede Portugal handelsposter og forter langs Mozambiques kyst. Landet var portugisisk koloni indtil 1975, hvor det blev en selvstændig stat. FRELIMO grundlagde et socialistisk etpartisystem ved at alliere sig med Sovjetunionen. RENAMO blev dannet i 1975 som en militær modstandsgruppe mod FRELIMO og fik støtte fra det daværende Rhodesia og apartheidstyret i Sydafrika. Disse nabolande frygtede en spredning af den kommunistiske ideologi og frigørelseskampen. En borgerkrig brød ud i 1977. Borgerkrigen sluttede først i 1990, da apartheidregimet i Sydafrika blev svækket, og en fredsaftale blev underskrevet to år senere.
Mozambique er udstyret med rige og omfattende naturressourcer. Landets økonomi er hovedsageligt baseret på landbrug, men i erhvervslivet er især mad og drikkevarer, fremstilling af kemiske produkter, aluminium og olieproduktion voksende. Landets turistsektor er også voksende. Sydafrika er Mozambiques vigtigste handelspartner og kilde til udenlandske investeringer. Portugal, Brasilien, Spanien og Belgien er også blandt landets vigtigste økonomiske partnere. Siden 2001 har Mozambiques gennemsnitlige årlige vækst i BNP været blandt verdens højeste. Men landet er dog blandt de laveste i BNP pr. indbygger, menneskelig udvikling, ulighed og den gennemsnitlige levealder.
Det officielle sprog i Mozambique er portugisisk. Almindelige indfødte sprog omfatter swahili, makhuwa og sena. Landet har et indbyggertal på cirka 24 mio. Den største religion i Mozambique er kristendommen, med betydelige minoriteter, islam og traditionelle afrikanske religioner.
Mozambique er medlem af Den Afrikanske Union, Commonwealth of Nations, Sammenslutningen af portugisisksprogede lande, Den Latinske Union, De alliancefrie landes bevægelse og Southern African Development Community og har en observatør i La Francophonie.

## Geografi
Næsten halvdelen af Mozambique er et lavt kystlandskab, som mod vest stiger og bliver til et højplateau. De højeste bjerge er Namuli, 2.419 meter over havet, og Binga, 2.436 meter over havet, som ligger ved grænsen til Zimbabwe. De vigtigste floder er Zambezi, som løber ud i Det Indiske Ocean, Limpopo i syd, Save i indlandet og Lugenda i nord. Landets største sø er Njassa-søen ved den vestlige grænse. Jordbunden omkring floderne er meget frugtbar og passer til landbrug. De sydlige og centrale dele af Mozambique består hovedsageligt af tør savanne. Landet har været udsat for både tørke og oversvømmelser. Skovrydning er også et miljøproblem, men med omfattende nyplantningsprojekter har man formået af bremse denne udvikling. Kun 47% af befolkningen havde adgang til rent drikkevand i 2008.

### Klima
Mozambique ligger i det tropiske bælte, og den naturlige vegetation er savanne. Der ligger ofte et højtryk over det sydlige Afrika, og dermed forhindres fugtige vinde fra Det Indiske Ocean i at nå ind over landet. Det betyder dels, at nedbøren varierer meget fra år til år, dels at den årlige nedbør er størst i de nordlige egne, hvor højlandet får op til 1.800-2.200 mm, mens Maputo kun får i 750 mm i gennemsnit. Med mellemrum rammes landet af egentlig tørke, bl.a. i 1992, og nogle år optræder oversvømmelser, når store regnmængder får floder til at gå over deres bredder. Hele året ligger dagstemperaturen imellem 25 og 30 °C.
| Vejr for Maputo, Mozambique                 | Vejr for Maputo, Mozambique | Vejr for Maputo, Mozambique | Vejr for Maputo, Mozambique | Vejr for Maputo, Mozambique | Vejr for Maputo, Mozambique | Vejr for Maputo, Mozambique | Vejr for Maputo, Mozambique | Vejr for Maputo, Mozambique | Vejr for Maputo, Mozambique | Vejr for Maputo, Mozambique | Vejr for Maputo, Mozambique | Vejr for Maputo, Mozambique | Vejr for Maputo, Mozambique |
|                                             | Jan                         | Feb                         | Mar                         | Apr                         | Maj                         | Jun                         | Jul                         | Aug                         | Sep                         | Okt                         | Nov                         | Dec                         | År                          |
| ------------------------------------------- | --------------------------- | --------------------------- | --------------------------- | --------------------------- | --------------------------- | --------------------------- | --------------------------- | --------------------------- | --------------------------- | --------------------------- | --------------------------- | --------------------------- | --------------------------- |
| Gennemsnitlig maks °C                       | 29,7                        | 29,7                        | 29,1                        | 28,1                        | 26,5                        | 24,6                        | 24,5                        | 25,4                        | 26,3                        | 27                          | 28                          | 29,2                        | 27,3                        |
| Gennemsnitlig min °C                        | 21,9                        | 21,9                        | 21,1                        | 19,3                        | 16,4                        | 14,1                        | 13,9                        | 15                          | 16,7                        | 18,4                        | 19,9                        | 21,1                        | 18,3                        |
| Gennemsnitlig nedbør mm                     | 141                         | 128                         | 93                          | 63                          | 27                          | 28                          | 16                          | 14                          | 35                          | 53                          | 82                          | 90                          | 770                         |
| Kilde (2016): Kilde: wetterkontor.de (tysk) |                             |                             |                             |                             |                             |                             |                             |                             |                             |                             |                             |                             |                             |

## Historie
Mozambiques første indbyggere var buskmænd-jægere og samlere, forfædre til khoisan-folkene. Mellem det første og fjerde århundrede migrerede bølger af bantusproglige folkeslag fra nord gennem Zambezi-dalen og så gradvis ind på plateauet og kystområderne. Bantuerne var landmænd og jernsmede.
Da den portugisiske søfarer Vasco da Gamas skib nåede Mozambique i 1498, havde arabiske handelsbosættelser eksisteret langs kysten i flere århundreder. Siden 1500 blev portugisiske handelsstationer og fæstninger regulære stoppesteder på den nye rute til østen. Senere rejste handelsmænd og udforskere til de indre regioner efter guld og slaver. Selv om den portugisiske indflydelse gradvis blev ekspanderet, var deres magt begrænset og foregik gennem individuelle bosættere, som opnåede et betydeligt selvstyre. Resultatet blev, at investeringerne manglede, mens myndighederne i Lissabon koncentrerede sig om handelen med Indien og det fjerne østen og koloniseringen af Brasilien. Hele Mozambique var ikke underlagt Portugal før omkring 1920.
Inden det 20. århundrede havde portugiserne ændret administrationen i store dele af Mozambique til store private selskaber, som Mozambique-kompagniet, Zambezi-kompagniet og Niassa-kompagniet, kontrolleret og finansieret hovedsageligt af briter, som etablerede jernbanelinjer til de britiske kolonier i nærheden og Sydafrika. På grund af, at politikken for at komme hvide bosættere og det portugisiske hjemland til gode, blev opmærksomheden rettet mod Mozambique nationale integration, landets økonomiske infrastruktur eller oplæring af befolkningen.

### Uafhængigheden
Mens mange europæiske nationer gav deres kolonier uafhængighed efter 2. verdenskrig, klamrede Portugal sig til konceptet om, at Mozambique og andre portugisiske kolonier var provinser af moderlandet, og emigrationen til kolonierne blomstrede. Mozambiques portugisiske befolkning udgjorde 250.000 ved uafhængigheden i 1975. Ønsket om mozambiquisk uafhængighed udviklede sig raskt, og i 1962 dannede flere antikolonialistiske politiske grupper
Frente de Libertação de Moçambique (FRELIMO), som begyndte en væbnet kamp mod portugisernes kolonistyre den 25. september 1964. Efter ti år med sporadisk krigsføring og betydelige politiske ændringer i Portugal, blev Mozambique uafhængig den 25. juni 1975.
De sidste 30 år af Mozambiques historie har reflekteret politisk udvikling andre steder i det 20. århundrede. Efter nellikerevolutionen i Lissabon i april 1974 kollapsede portugisisk kolonialisme. I Mozambique overvejede den militære afgørelse om at trække sig ud i konteksten af et årti med væbnet antikolonialistisk kamp, indledningsvis ledet af amerikansk-uddannede Eduardo Mondlane, som blev myrdet i Dar es Salaam i Tanzania i 1969. Da uafhængigheden blev opnået i 1975, etablerede lederne af FRELIMOs militære kampagne snart en etpartistat allieret med den sovjetiske blok og forbød rivaliserende politisk aktivitet. FRELIMO eliminerede politisk pluralisme, religiøse uddannelsesinstitutioner og traditionelle autoriteters rolle.

### Borgerkrigen i Mozambique
Den nye regering under præsident Samora Machel gav ly og støtte til sydafrikanske African National Congress (ANC) og zimbabwiske Zimbabwe African National Union (ZANU) frigørelsesbevægelser, mens regeringerne først i Rhodesia og senere og apartheidstyret i Sydafrika fostrede og finansierede en bevæbnet oprørsbevægelse i det centrale Mozambique kaldt Resistência Nacional Moçambicana (RENAMO). Borgerkrig, sabotage fra nabostaterne og økonomisk kollaps karakteriserede det første årti med mozambiquisk uafhængighed. Denne periode var også præget af masseudvandring af portugisere, svækkelse af landets infrastruktur, nationalisering og økonomisk vanstyre. Under det meste af borgerkrigen havde regeringen ikke held til at udøve effektiv kontrol uden for de urbane områder, og mange var afskåret fra hovedstaden. Det er anslået, at én million mozambiquere omkom under borgerkrigen, 1,7 millioner flygtede til nabostaterne, og flere millioner var interne flygtninge.
Den 19. oktober 1986 var Samora Machel på vej tilbage fra et internationalt møde i Malawi i præsidentens Tupolev Tu-134, da flyet styrtede ned i Lebombo-bjergene nær Mbuzini i Sydafrika, lige ved grænsen til Mozambique og Swaziland. Der var ni, som overlevede, men præsident Machel og 24 andre døde, herunder mozambiquiske ministre og embedsmænd. Repræsentanter for Sovjetunionen lancerede teorien om, at flyet med vilje blev omdirigeret af et falskt navigationssignal fra teknologi afgivet af militære efterretningsoperatører fra apartheid-regeringen. En række spekulationer er fortsat knyttet til flystyrtet, men selv nyere efterforskning udført på opdrag fra den sydafrikanske regering har ikke kunnet fastslå, om årsagen var en pilotfejl, teknisk fejl eller sabotage udført af apartheidregimets efterretningsagenter.
Machels efterfølger, Joaquim Chissano, fortsatte reformerne og indledte fredsforhandlinger med RENAMO. Den nye grundlov blev indført i 1990, som lagde grundlaget for et flerpartisystem, markedsbaseret økonomi og frie valg. Borgerkrigen sluttede i oktober 1992 med den generelle fredsaftale i Rom. Under overopsyn af de fredsbevarende styrker fra FN vendte freden tilbage til Mozambique. Inden midten af 1995 havde mere end 1,7 millioner mozambiqiske flygtninge søgt asyl i nabolandene Malawi, Zimbabwe, Swaziland, Zambia, Tanzania og Sydafrika som et resultat af krigen.

## Politik
Ifølge grundloven fra 1990 er Mozambique en demokratisk republik med flerpartisystem. Den øverste udøvende myndighed ligger hos landets præsident, valgt ved almindelige valg i fem år ad gangen og med mulighed for genvalg én gang. Præsidenten er også militærets øverstkommanderende og udnævner statsministeren. Den lovgivende magt ligger hos parlamentet, som har 250 medlemmer. Siden 1994 har landet gennemført frie og demokratiske valg. Landets politik præges af de politiske partier Frelimo og RENAMO. Frelimo har haft den politiske magt siden landets uafhængighed. Det politiske miljø regnes for at være stabilt, og landet har forbedret sin økonomiske situation.
I perioden 1974 til 1990 var Mozambique en socialistisk et-partistat, men i 1990 vedtog man en ny forfatning, der muliggjorde demokratiske valg. Det første parlaments- og præsidentvalg blev afholdt i 1994. Frelimos kandidat Joaquim Chissano blev valgt som præsident, og Frelimo opnåede flertallet i parlamentet. Chissano blev genvalgt ved valget i 1999, hvor Frelimo igen opnåede flertal i parlamentet. Ved valget i 2004 opstillede Frelimo Armando Guebuza som præsidentkandidat. Han blev valgt med 63,7 % af stemmerne. Frelimo opnåede 62 % og 160 mandater ved det samtidige parlamentsvalg. Det primære oppositionsparti er RENAMO(Resistência Nacional Moçambicana), der er ledet af Afonso Dhlakama. RENAMO har 90 mandater i parlamentet.

### Administrativ inddeling
Mozambique er delt ind i ti provinser (provincias) og en hovedstad (cidade) med regionstatus:
| Nr | Provins           | Hovedby   | Areal i km² | Indbyggere | Indbyggere pr. km² |
| -- | ----------------- | --------- | ----------- | ---------- | ------------------ |
| 1  | Cabo Delgado      | Pemba     | 82.625      | 1.287.814  | 15,6               |
| 2  | Gaza              | Xai-Xai   | 75.709      | 1.062.380  | 14,0               |
| 3  | Inhambane         | Inhambane | 68.615      | 1.123.079  | 16,4               |
| 4  | Manica            | Chimoio   | 61.661      | 974.208    | 15,8               |
| 5  | Maputo (by)       | Maputo    | 300         | 966.837    | 3222,8             |
| 6  | Maputo            | Matola    | 26.058      | 806.179    | 30,9               |
| 7  | Nampula           | Nampula   | 81.606      | 2.975.747  | 36,5               |
| 8  | Niassa            | Lichinga  | 129.056     | 756.287    | 5,9                |
| 9  | Sofala            | Beira     | 68.018      | 1.289.390  | 19,0               |
| 10 | Tete              | Tete      | 100.724     | 1.144.604  | 11,4               |
| 11 | Zambezia          | Quelimane | 105.088     | 2.891.809  | 27,5               |
|    | Mozambique Totalt |           | 799.380     | 16.099.246 | 20,1               |

(Tallene er hentet fra folketællingen 1. august 1997)

### Udenrigspolitik
I 1970'erne og begyndelsen af 1980'erne var udenrigspolitikken knyttet til flertallenes kampe om at komme til magten i Rhodesia og Sydafrika og samtidig underordnet supermagternes rivalisering og Den kolde krig. Mozambiques beslutning om at støtte FN-sanktionerne mod Rhodesia og nægte landet adgang til havet gjorde, at Ian Smiths regime iværksatte aktioner for at destabilisere Mozambique. Selv om regeringsskiftet i Zimbabwe i 1980 fjernede denne trussel, fortsatte apartheidregimet i Sydafrika med at finansiere destabiliseringen af Mozambique. Det tilhørte også frontlinjestaterne.
Nkomati-aftalen i 1984 åbnede indledende diplomatiske kontakter mellem de mozambiquiske og sydafrikanske regeringer, omend det ikke lykkedes at opnå en afslutning af den sydafrikanske støtte til RENAMO. Processen tog fart med Sydafrikas afskaffelse af apartheid, som kulminerede i etableringen af fulde diplomatiske forbindelser i oktober 1993. På trods af at relationerne til nabolandene Zimbabwe, Malawi, Zambia og Tanzania af og til var anstrengte, fastholdt Mozambique sine bånd til disse lande.
I årene som umiddelbart fulgte uafhængigheden, drog Mozambique fordel af betydelig økonomisk bistand fra nogle vestlige lande, især de skandinaviske. Men Sovjetunionen og dens allierede blev Mozambiques primære økonomiske, militære og politiske støtter, hvilket afspejlede sig i landets udenrigspolitik. Dette begyndte at ændre sig i 1983. I 1984 sluttede Mozambique sig til Verdensbanken og Den Internationale Valutafond (IMF). Vestlig bistand erstattede herefter hurtigt den sovjetiske støtte, og skandinaverne, Finland, USA, Holland og EU blev en stadig vigtigere kilde til udviklingshjælp. Italien opretholder også en profil i Mozambique på grund af sin nøglerolle under fredsprocessen. Forholdet til Portugal, den tidligere kolonimagt, er kompleks og portugisiske investorer spiller en synlig rolle i Mozambiquisk økonomi.
Mozambique er medlem af de alliancefri nationer og er blandt de moderate medlemmer i den afrikanske blok i FN og andre internationale organisationer. Mozambique tilhører også Den Afrikanske Union (AU) og Southern African Development Community (SADC). I 1994 blev regeringen fuldt medlem af Organization of the Islamic Conference (OIC), delvis for at udvide sit grundlag for international støtte, men også for at tilgodese landets betydelige muslimske befolkning. På lignende vis sluttede landet i 1996 sig til sine engelsksprogede naboer i Commonwealth of Nations. Det er den eneste nation, som har sluttet sig til Commonwealth of Nations uden at have tilhørt Det Britiske Imperium. Samme år blev Mozambique stiftende medlem og første præsident af Sammenslutningen af portugisisksprogede lande (CPLP) og opretholder et nært bånd med andre portugisisksprogede stater.

## Økonomi
På trods af de vidtrækkende økonomiske, sociale og menneskelige tab, som Mozambique led under borgerkrigen, opnåedes hurtigt betydelige resultater i form af en gennemsnitlig realvækst på omkring 8 % p.a. siden 1993, makroøkonomisk stabilitet og fremskridt i befolkningens adgang til uddannelse og sundhed. Mozambique er sluppet relativt uskadt igennem finanskrisen og havde en vækst på 6,5 % i 2010. Væksten forventes at være på gennemsnitligt 7,8 % de kommende år. Uagtet den økonomiske fremgang og relative politiske stabilitet er Mozambique fortsat et af verdens fattigste lande og hører med et gennemsnitligt BNI pr. indbygger på USD 440 i 2009 til gruppen af mindst udviklede lande.
I 2001 opnåede landet via IMF en gældslettelse på ca. 70%, og det er lykkedes at nedbringe inflationen og øge skatteindtægterne. Den voksende industrielle sektor, især aluminiumfremstilling, er imidlertid dårligt integreret i samfundet, og bestræbelser på at udvikle en storstilet sukkerproduktion hæmmes af EU's protektionistiske landbrugspolitik.
Mere end 75% af befolkningen driver smålandbrug, som fremdeles lider af manglende infrastruktur, svage kommercielle netværk og udeblivende investeringer. Anslået 88 % af Mozambiques dyrkbare jord er fremdeles ukultiveret.
Den officielle valuta er metical. Amerikanske dollar, rand og nylig tillige euro er også vidt accepteret og anvendt i dagens forretningstransaktioner. Minimumslønnen er efter loven på 60 dollar pr. måned. Danmarks eksport til Mozambique var i 2005 på 26 mio. kr., mens importen derfra var på blot 191.000 kr. Dansk bistand til Mozambique udgjorde 290 mio. kr. i 2004.
Myndighederne prøver at sikre væksten med nye økonomiske reformer, udenlandske investeringer og ved at stimulere sektorer som landbrug, transport og turisme. Omkring 80% af landets befolkning ernærer sig ved landbrug. På trods af en vedvarende økonomisk vækst rangerer Mozambique stadig blandt de allernederste lande på FN's indeks for menneskelig udvikling (HDI). Andelen af fattige i landet er mindsket fra 69% i 1997 til 54% i 2008, men fortsat lever altså over halvdelen af befolkningen i fattigdom. Landet er således afhængig af økonomisk bistand.
| Økonomiske nøgletal         | Værdi         | % af BNP | År, kilde           |
| --------------------------- | ------------- | -------- | ------------------- |
| BNP                         | 7,6 mia US$   |          | 2006, Verdensbanken |
| BNP (vækst) (Verdensbanken) | 7,70 %        |          | 2005, UNDP          |
| Handelsbalance              | -0,80 mia US$ |          | 2005, UNDP          |
| Betalingsbalance            | -0,76 mia US$ |          | 2005, UNDP          |
| Udviklingshjælp             | 1,28 mia US$  |          | 2005, UNDP          |
| BNP pr. indbygger           | 338 US$       |          | 2005, UNDP          |

## Demografi
Mozambiques største etniske grupper omfatter talrige undergrupper med forskellige sprog, dialekter og historie. Mange er knyttet til lignende etniske grupper, som lever i nabolandene. De nordcentrale provinser Zambezia og Nampula er de mest folkerige med næsten 45 % af befolkningen. De fire millioner makuaer er den dominerende gruppe i den nordlige del af landet, senaer og ndauer er flertal i Zambezi-dalen og shangaaner (tsonga) dominerer i det sydlige Mozambique. Andre grupper inkluderer makonder, yaoer, swahilier, tongaer, chopier, shonaer og ngunier (inkluderet zulu).
Landet har også et mindre antal af hvide (europide), hovedsageligt efterkommere af europæere og portugisere. Under det europæiske styre levede store minoriteter af portugisiske bosættere permanent i næsten alle egne af Mozambique, men de fleste af dem forlod regionen efter landets selvstændighed i 1975. Der er også en mindre mestiço-minoritet, mennesker med en blanding af bantu og portugisisk ophav. De tilbageblivende hvide (europide) i Mozambique kom fra Asien, og alle disse er indere (hovedsageligt fra Pakistan og portugisisk Indien) og arabere. Omkring 45.000 mennesker af indisk afstamning er bosat i Mozambique. Der er forskellige skøn over størrelsen af Mozambiques kinesiske samfund, der spænder fra 7.000 til 12.000 (2007).

### Sprog
Portugisisk er det officielle og mest udbredte sprog i nationen, bantuerne snakker flere af deres egne forskellige sprog. Den mest udbredte af disse er swahili, makua, sena, ndau og shangana, og disse har mange låneord af portugisisk ophav. De fleste taler portugisisk som sekundært sprog og portugisere og mestiços har det som modersmål. Arabere, kinesere og indere taler deres egne sprog bortset fra portugisisk, som er deres sekundære sprog. De fleste uddannede mozambiquere taler engelsk, der bruges på skoler og i forretninger som et andet- eller tredjesprog.

### Religion
I kolonitiden var kristne missionærer aktive i Mozambique, og mange udenlandske gejstlige er fortsat i landet. Ifølge nationens folketælling er 20–30 % af befolkningen kristne (med katolicisme som den største retning), 15–20 % er muslimer og resten holder på traditionel tro. Blandt de vigtigste protestantiske kirker er Igreja União Baptista de Moçambique, Assembleias de Deus, Syvende dags adventskirken, Den anglikanske kirke i Mozambique, Igreja do Evangelho Completo de Deus, Igreja Metodista Unida, Igreja Presbiteriana de Moçambique, Igreja de Cristo og Assembleia Evangélica de Deus.
Religiøse tilhørsforhold i Mozambique er kristne: 56,1 % (katolikker: 28,4 %, kristne zionister 15,5 %, evangelikalisme 10,9 % og anglikanisme 1,3 %), muslimer: 17,9 % og ingen 18,7 %.

### Sundhed
Ved uafhængigheden i 1975 havde mindre end 10 % af befolkningen tilgang til sundhedsvæsenet. I stedet havde sundhedsvæsenet overvejende været forbeholdt hvide mennesker i byerne. Universitetet i Maputo (Universidade Eduardo Mondlane) har forøget optaget af medicinstuderende betydeligt til mellem 100 og 150 per år. Per juli 2007 opgav sundhedsministeren, at der var omkring 800 læger i landet (i gennemsnit én per 25.000 indbygger), men med stærk overvægt i Maputo. Sundhedsminister Ivo Garrido foretog en række tiltag for at effektivisere sundhedsvæsenet.
Over halvdelen af befolkningen i Mozambique lever i fattigdom, og kun 30-36 procent har adgang til sundhedspleje inden for en halv times gang. Den gennemsnitlige levealder er ca. 50 år, og 11 procent af befolkningen er smittet med HIV/AIDS. Mozambique ligger i bunden af listen over menneskelig udvikling, ”Human Development Index”, som nr. 165 ud af 169 lande.
I alt er 44 procent af børn under 5 år kronisk underernærede, hvilket er den højeste rate i Afrika syd for Sahara, svarende til 1,7 millioner børn. Kronisk underernæring opstår, når et barn ikke får tilstrækkelig ernæring indtil 2-års alderen, hvormed barnets krop og specielt hjernen ikke får mulighed for at udvikle sig fuldt ud. Dette er en stor hindring i den kognitive udvikling og indlæringsevne hos børn og anslås at forkorte livsindkomsten med ca. 10 procent og dermed en reduktion på 2-3 procent af bruttonational-produktet. Den dårlige ernæringstilstand hos kvinder i den fødedygtige alder ses ved, at mere end 50 procent af dem lider af anæmi og 16 procent føder børn med for lav fødselsvægt.
 Den officielle forekomst af hiv var i 2011 11,5 % for befolkningen mellem 15 og 49 år. Dette er en del lavere end for flere af nabolandene i det sydlige Afrika. For hovedstaden Maputo ligger det tilsvarende tal på over det dobbelte. Det er estimeret, at 1,4 millioner mozambiquere er smittede med AIDS, hvilket har efterladt 510.000 børn forældreløse. På nuværende tidspunkt modtager 250.000 mennesker livsforlængende, antiretroviral medicin, men dette dækker kun 38 procent af de trængende og koster 56 procent af sundhedsbudgettet.
Det blev registreret omkring 35.000 tuberkulosetilfælde i landet i 2006, men sundhedsminister Ivo Garrido mente, at et tilsvarende antal forblev udiagnosticeret. Der er omkring 1.200 sundhedscentre og sygehuse i landet, men ved kun 250 af disse har man kapacitet til at analysere laboratorieprøver for tuberkulose.
Som i mange andre afrikanske lande er malaria-tilfælde meget udbredt. Ifølge sundhedsmyndighedernes officielle statistik blev der registreret 6,3 millioner malariatilfælde i 2006, og omkring 5.000 dødsfald på grund af sygdommen. Dødstallene anses for at være meget konservative.
I tilknytning til den årlige regntid er der ofte udbrud af kolera-epidemier i landet.

### Uddannelse
Under kolonitiden var uddannelsesmulighederne for sorte indbyggere begrænset, og ved uafhængigheden i 1975 var over 90 % af befolkningen analfabeter. De fleste af landets politiske ledere blev uddannet på missionsdrevne skoler. Efter uafhængigheden prioriterede regeringen uddannelse, og andelen af analfabeter er sunket til mellem 50 og 55 %. Analfabetisme er betydelig mere udbredt i landdistrikterne og blandt kvinder. I de senere år med kraftig befolkningsvækst har byggeri af skoler og uddannelse af lærere ikke kunnet følge med befolkningsforøgelsen. Kvaliteten af uddannelse er sket på bekostning af et højt antal elever i klasserne (ofte 80-100 per klasse), men uddannelsessektoren er fortsat et stærkt prioriteret område for regeringen.
Det offentlige skolesystem, som er præget af stort frafald, omfatter en syvårig obligatorisk og gratis grundskole for 7-13 årige, opdelt i et femårigt og et toårigt niveau. Overbygningsuddannelsen er dels almen og består af et treårigt og et toårigt niveau, dels erhvervsrettet med tre linjer: landbrug, industri og handel. Videreuddannelse foregår på universitetet i Maputo og på andre højere læreanstalter. Blandt de største problemer er analfabetisme, der omfatter ca. 2/3 af den voksne befolkning (1992). Undervisningssproget er portugisisk.
I Mozambique er minimumsalderen for beskæftigelse 15 år. På trods af dette, er næsten ét ud af fire børn i alderen 5-14 år i arbejde. Børn arbejder især indenfor landbrug, som f.eks. tobak og te. Næsten 200.000 børn går ikke i skole, mest på grund af manglen på skoler, mangel på lærere og indirekte skoleomkostninger, som tvinger fattige familier til at holde deres børn uden for skolen.

## Samfund

### Massemedier
Pressefriheden i Mosambique har blandt andet været påvirket af hændelser som drabet på redaktør, journalist og korruptionsjæger Carlos Cardoso i november 2000. Generelt har journalister kunnet skrive forholdsvis frit, men i den Paris-baserede pressefriheds-organisation Reportere uden grænser (RSF) årlige rangering af pressefriheden i forskellige lande faldt Mosambique drastisk fra 2006 (nr. 45 af 168 lande) til 2007 (nr. 73). Dette skyldtes blandt andet, at retsvæsenet har gjort flere indgreb i pressens arbejde i denne periode. Der har også været manglende vilje i parlamentet til at vedtage ny lovgivning om adgang til information, og der har endvidere været fremsat forslag om at indføre en ordning med licensiering af journalister – hvilket opfattes som et ønske om øget kontrol over pressen.

### Forsvar
Mozambique har en lille hær mest møntet på interne anliggender, Forças Armadas de Defesa de Moçambique (FADM).

### Korruption
Mozambiques økonomi er blevet rystet af en række korruptionskandaler. I juli 2011 foreslog regeringen nye antikorruptionslove med henblik på at kriminalisere underslæb, salg af politisk indflydelse og misbrug af politisk magt til personlig berigelse, alt sammen efter mange tilfælde af tyveri af offentlige midler. Dette er blevet godkendt af landets ministerråd. Mozambique har dømt to tidligere ministre for korruption i de foregående to år.
Mozambique blev rangeret som 116 af 178 lande i Transparency Internationals seneste indeks for global korruption. Ifølge en USAID-rapport forfattet i 2005, er "omfanget og omfanget af korruption i Mozambique [...] årsag til alarm."
I marts 2012 afdækkede regeringen i den sydlige mozambikanske provins Inhambane misbrug af offentlige midler foretaget af direktøren af det provinsielle anti-narkotika-kontor, Calisto Alberto Tomo. Han blev sammen med kontorets i Anti-Drugs Office, Recalda Guambe, beskyldt for at stjæle over 260.000 meticals mellem 2008 og 2010.
Mozambiques regering har taget skridt til at løse problemet med korruption, og nogle positive udviklinger kan observeres, såsom vedtagelsen af ovennævnte antikorruptionslove i 2012.